# Trizopagurus
Trizopagurus is een geslacht van kreeftachtigen uit de klasse van de Malacostraca (hogere kreeftachtigen).

## Soorten
- Trizopagurus magnificus (Bouvier, 1898)
- Trizopagurus melitai (Chevreus & Bouvier, 1892)
- Trizopagurus rubrocinctus Forest & Garcia Raso, 1990